# Club Deportes Concepción
Club Deportes Concepción är en fotbollsklubb från Concepción, Chile. Klubben bildades 1966, och spelade i Primera División de Chile första gången 1968.